# Ťoplyj Stan (stanice metra v Moskvě)
Ťoplyj Stan (rusky Тёплый Стан) je stanice moskevského metra. Nachází se v jižní části oranžové linky, na jihovýchodě města, pod Profsojuznou ulicí. Název má podle stejnojmenného rajónu.

## Charakter stanice
Ťoplyj Stan je podzemní, hloubená stanice, vybudovaná podle jednotného projektu pro stanice tohoto typu. Její ostrovní nástupiště podpírají dvě řady sloupů, ty jsou obložené bílým mramorem. Stěny za kolejištěm pak obkládají keramické dlaždice v cihlové barvě, které jsou uspořádány podobným způsobem, jako například ve stanici Chodov v pražském metru.
Ťoplyj Stan má dva výstupy, jež denně využije 73 400 cestujících. Slouží veřejnosti již od 6. listopadu 1987, do roku 1990 pak plnil funkci jižní konečné šesté linky metra. Jižním směrem dále za jejím nástupištěm se nacházejí odstavné koleje, pak se trať lomí směrem na východ k Bitcevskému parku.